# زينو إيبسن روسي
زينو إيبسن روسي (بالإنجليزية: Zeno Ibsen Rossi)‏ هو لاعب كرة قدم بريطاني في مركز الدفاع، ولد في 28 أكتوبر 2000 في استراتام ‏ في المملكة المتحدة. لعب مع نادي بورنموث ونادي دندي ونادي كيلمارنوك.

## وصلات خارجية
- زينو إيبسن روسي على موقع قاعدة بيانات كرة القدم.إي يو (الإنجليزية)
- زينو إيبسن روسي على موقع Soccerbase.com (لاعب) (الإنجليزية)